# モロッコ館 (エプコット)
モロッコ館（モロッコ・パビリオン Morocco Pavilion）は、アメリカ合衆国フロリダ州のウォルト・ディズニー・ワールド・リゾートにあるディズニーパーク「エプコット」のワールド・ショーケースの一部である。パビリオンは、日本館とフランス館の間に位置している。

## 歴史
モロッコ館は、ワールド・ショーケースの最初に追加されたパビリオンであり、1984年に追加された。当時のモロッコ国王である、ハサン2世が協力し、できるだけ現地の物に近づけるべく設計書をモロッコに送ったこともある。
オープニングの際には、王の代理として王女ラーラ・メリヤムが出席した。

## 配置

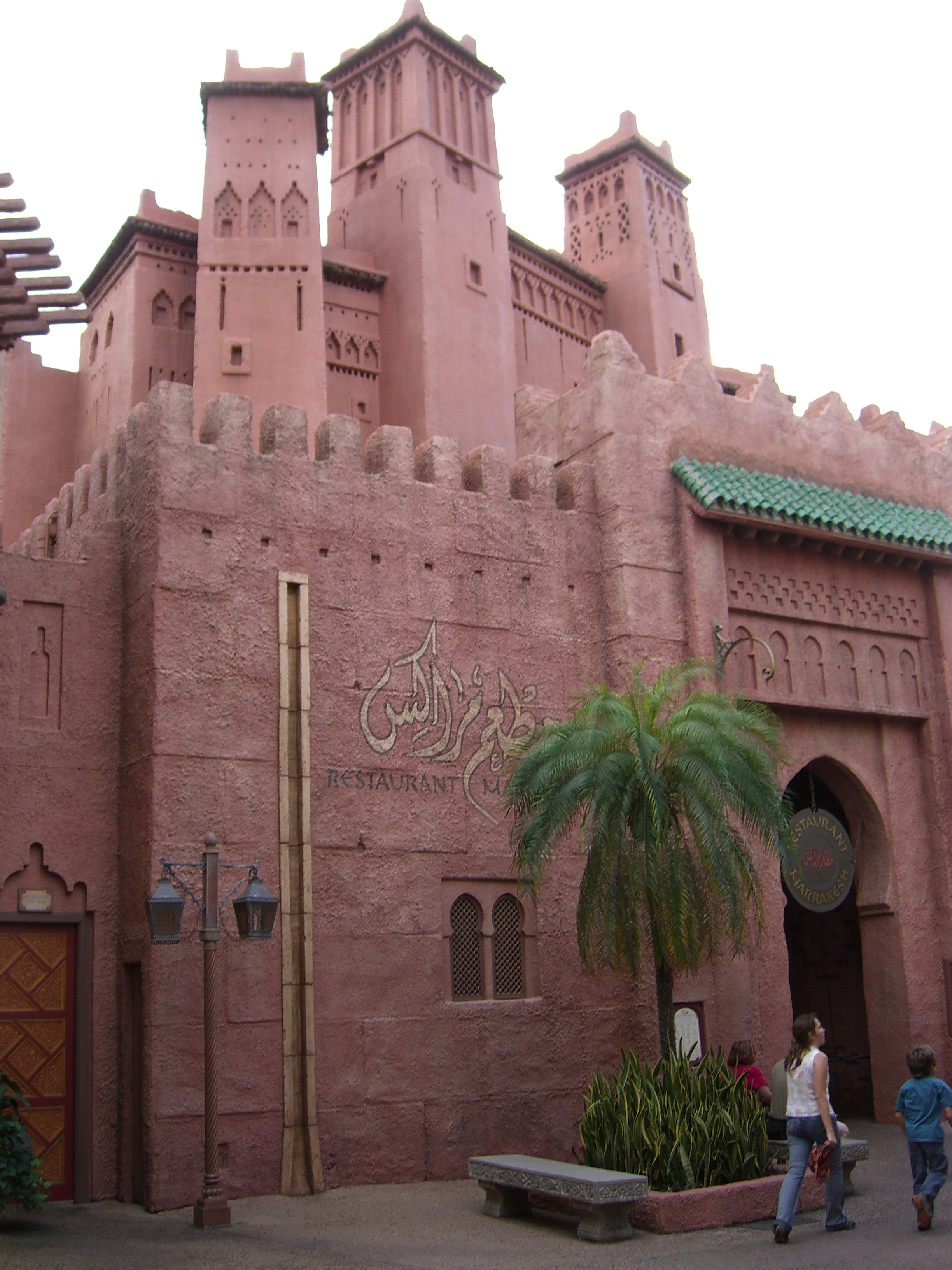

モロッコ館は世界遺産フェズの旧市街がモデルとなっており、また敷地内にはマラケッシュにある有名なモスク、クトゥビーヤ・モスクの塔も再現されている。

## アトラクションとサービス

### レストラン
- レストラン・マラケシュ（Restaurant Marrakesh）： シシカカブ、クスクスなどのモロッコ料理が味わえるレストラン。
- タンジェリン・カフェ（Tangierine Cafe）

### エンターテインメント
- モー・ロッキン（Mo' Rockin）： ロック音楽を中東風にアレンジした演奏のパフォーマンス。

### キャラクター・グリーティング
- アラジン、ジャスミン、ジーニー（アラジン）